# Distretto di Klatovy
Il distretto di Klatovy (in ceco okres Klatovy) è un distretto della Repubblica Ceca nella regione di Plzeň. Il capoluogo di distretto è la città di Klatovy.

## Geografia antropica
Il distretto conta 94 comuni:

### Città
- Hartmanice
- Horažďovice
- Janovice nad Úhlavou
- Kašperské Hory
- Klatovy
- Měčín
- Nalžovské Hory
- Nýrsko
- Plánice
- Rabí
- Rejštejn
- Strážov
- Sušice
- Švihov
- Železná Ruda

### Comuni mercato
- Chudenice
- Čachrov
- Dešenice
- Kolinec

### Comuni
- Běhařov
- Běšiny
- Bezděkov
- Biřkov
- Bolešiny
- Břežany
- Budětice
- Bukovník
- Chanovice
- Chlistov
- Chudenín
- Černíkov
- Červené Poříčí
- Číhaň
- Čimice
- Dlažov
- Dlouhá Ves
- Dobršín
- Dolany
- Domoraz
- Dražovice
- Frymburk
- Hamry
- Hejná
- Hlavňovice
- Hnačov
- Horská Kvilda
- Hrádek
- Hradešice
- Javor
- Ježovy
- Kejnice
- Klenová
- Kovčín
- Křenice
- Kvášňovice
- Lomec
- Malý Bor
- Maňovice
- Mezihoří
- Mlýnské Struhadlo
- Modrava
- Mochtín
- Mokrosuky
- Myslív
- Myslovice
- Nehodiv
- Nezamyslice
- Nezdice na Šumavě
- Obytce
- Olšany
- Ostřetice
- Pačejov
- Petrovice u Sušice
- Podmokly
- Poleň
- Prášily
- Předslav
- Slatina
- Soběšice
- Srní
- Strašín
- Svéradice
- Tužice
- Týnec
- Újezd u Plánice
- Velhartice
- Velké Hydčice
- Velký Bor
- Vrhaveč
- Vřeskovice
- Zavlekov
- Zborovy
- Žichovice
- Žihobce